# Agneza Asiška
Agneza Asiška (Janja; talijanski Agnese d'Assisi; 1197./1198. — 16. studenog 1253.) svetica je u katoličanstvu, a bila je talijanska plemkinja. Rodno ime joj je vjerojatno bilo Katarina (Caterina). Bila je redovnica klarisa, a spomendan joj je 16. studenog.

## Obitelj
Bila je mlađa kći grofa Favorina Scifija. Majka joj je bila Ortolana, plemkinja iz obitelji Fiumi, dok joj je starija sestra bila sveta Klara Asiška (Chiara Offreduccio), koja je 18. ožujka 1212. napustila očev dom i postala pratiteljica svetog Franje Asiškog. 16 dana kasnije, Agneza je pobjegla iz očeve kuće u benediktinski samostan jer je htjela, poput sestre, živjeti u poniznosti i siromaštvu.

## Legenda
Prema legendi, nakon što je Agneza pobjegla iz svoje kuće, njezin je otac bio ražalošćen, ali i veoma ljut jer je smatrao da je „izgubio” svoje kćeri. Poslao je svoga brata Monalda u samostan gdje je bila Agneza kako bi ju silom vratio kući, ako ne pristane svojevoljno vratiti se. Monaldo je u samostanu svoju nećakinju pokušao udariti mačem, no nije to učinio jer je njegova ruka pala, potpuno bespomoćna. Njegovi su sluge izgurali Agnezu iz samostana, udarajući ju i čupajući joj kosu. Agnezino je tijelo postalo iznimno teško, pa su sluge bacile Agnezu u polje i otišle, a Agnezini rođaci su shvatili da je Agneza „božanski zaštićena” te su joj dozvolili da ostane sa sestrom.